# 옥합을 깨뜨릴 때
"옥합을 깨뜨릴 때"는 1971년 공개된 대한민국의 영화이다.제목은 마가복음 14:3-9절에 근거한다.

## 배역
- 윤정희
- 김지미
- 김희라
- 남궁원
- 홍세미
- 사미자
- 윤양하
- 최정훈
- 박암
- 전영주
- 고설봉
- 김기범
- 문희철
- 정도령
- 임해림

## 수상
- 1971년 제8회 청룡영화상
  - 작품상
  - 촬영상 - 홍동혁
- 1972년 제15회 부일영화상
  - 여우주연상 - 김지미
  - 남우조연상 - 김희라